# Gorgy Time
Pour les articles homonymes, voir Gorgy.
Gorgy Time est une entreprise française basée à La Mure, près de Grenoble. Cette PME familiale a été créée en 1974 par Maurice Gorgy à Seyssinet-Pariset en Rhône-Alpes. En 2015, l'entreprise installe une partie de son département de R&D à Grenoble, à Europole.
Gorgy Time est un industriel spécialisé sur les thématiques du temps/fréquence. Elle conçoit, fabrique et commercialise des systèmes de distribution d'heure et de synchronisation horaire.

## Histoire
Maurice et Monique Gorgy fondent l'entreprise en 1974 à Seyssinet-Pariset. En 2016, Maurice Gorgy passe la main à son fils, Nicolas, qui devient Directeur Général de Gorgy Time. Maurice Gorgy garde le statut de Président de l'entreprise.

### Débuts
En 1976, l'entreprise crée les premières horloges professionnelles à LED à vague lumineuse.
En 1986, Gorgy Time développe avec le service chronométrie de la SNCF un code horaire spécifique normalisé en 1987 via l'AFNOR NFS87500. 
Dans les années qui suivent, en 1990, ils conçoivent et fabriquent l'horloge TGV avec son boitier noir et ses aiguilles jaunes.

### Développement
En 1996, l'entreprise rachète la marque Brillié, une entreprise à l'origine de l'application de l'électricité à l'horlogerie monumentale. Elle poursuit son développement et en 1998, elle relocalise la production à La Mure. En parallèle, elle crée des filiales à l'étranger. Puis, en 2018 des travaux d'agrandissement des locaux à La Mure sont réalisés.
Gorgy Time reçoit le prix PME Chine 2010 qui est remis par le président de la Chambre de Commerce de Chine lors du Congrès Planète PME à Paris,. Ce prix souligne les initiatives des entreprises qui s'ouvrent aux échanges avec la Chine.
En 2012, les serveurs de temps Gorgy Time sont synchronisés pour la première fois sur les réseaux via le protocole horaire NTP. En 2015, ce sont les serveurs de temps PTP qui sont mis au point[réf. souhaitée].
En 2023, Gorgy Time rejoint le groupe Bodet afin de créer une filiale de référence au niveau international.

## Implantations
Gorgy Time est basée en France à La Mure, sur le plateau de la Matheysine en Isère.
L'entreprise Gorgy Time est tournée vers l'international avec une filiale en Espagne, à Madrid.

## Secteurs d'activités
Les outils développés par Gorgy Time sont utilisés par différents secteurs d'activité, notamment le secteur des transports, aussi bien aériens (civils et militaires), que ferroviaires ou maritimes. L'entreprise a développé l'horloge classique de la SNCF, avec les aiguilles jaunes.  Gorgy Time a également équipé des A380 avec les cœurs de temps pour l'entreprise Airbus. 
D'autres secteurs sont concernés par ces outils, comme les secteurs de l'énergie, du broadcast (radios et télévisions) et des télécommunications, les établissements publics comme les hôpitaux et les écoles ou encore le secteur tertiaire,.